# La confusion des genres
La confusion des genres è un film del 2000 diretto da Ilan Duran Cohen.

## Trama
Alla vigilia dei quarant'anni, l'avvocato Alain non ha ancora deciso se amare gli uomini o le donne nonostante sia innamorato ed intenzionato a sposare la sua amica e datrice di lavoro Laurence.
Tormentato dalla bellezza di Marc, uno dei suoi clienti condannato all'ergastolo, Alain accetta di infastidire la sua ragazza, Babette, per costringerla ad andarlo a trovare in prigione. Babette non vuole più sentire parlare di Marc, ma rimasta affascinata dall'avvocato, accetta di andare a trovare il fidanzato in prigione.
Alain finalmente si sposa con Laurence, rimasta incinta di lui, ma i due continuano a vivere separati ed Alain intraprende una relazione con un giovane uomo di nome Christophe. Al momento di iniziare una relazione con Babette, Alain fugge. Alla fine sarà anche sedotto da un ex detenuto che Marc ha inviato per assassinarlo. Laurence dà alla luce un bambino e intuendo di non essere portata per fare la madre, offre a Christophe e Alain di allevare il piccolo.

## Riconoscimenti
- 2000 - Thessaloniki Film Festival
  - Candidato al Golden Alexander
- 2001 - Premi César
  - Candidato al Premio César per il migliore attore a Pascal Greggory
  - Candidato al Premio César per la migliore promessa maschile a Cyrille Thouvenin